# 李永和 (清朝)
李永和（？—1862年），回族，雲南省大关縣人，貧農出身，清朝末年順天軍起义领袖、滇匪。

## 生平
1859年，李永和与藍朝鼎、藍朝柱兄弟乘太平天國、捻軍及廣東洪兵起義等全國反清之機，以“不交租、不納糧”“打富济貧”的口号起义，自號順天王。順天軍进入四川省，包围叙州，占領犍為、乐山，當時由於犍為、乐山等地的製盐業兴盛，盐工参加順天軍，其軍勢膨涨10数万人之上。
1860年，段階率领順天軍的活動范围40余州县。李永和、藍朝鼎和藍朝柱分兵，藍朝鼎、藍朝柱北上攻綿州，李永和則守衛犍為、乐山一带。
湖南湘鄉人胡中和剿滇匪李永和於乐山附近的井研，連戰皆捷。
咸豐十一年(1861年)，李永和竄踞富順牛腹渡，兩岸築堅壘，背水而陣。胡中和挑選精銳的士卒沿河設伏兵，自率羸師誘之。
清朝四川总督駱秉章章督湘軍蒞蜀，檄文胡中和偕軍援助綿州，以解決滇匪藍朝柱的包圍。當援軍到達，連破逆賊，綿州之圍始解除。藍朝柱竄往丹稜，與李永和合攻眉州。
胡中和立刻馳援，反賊分兵反擊，胡中和衝鋒突破陣地，遂解眉州之圍。清軍進攻丹稜，藍朝柱逃走。
同治元年(1862年)，李永和自眉州敗後，竄踞青神，駱秉章集中兵力进攻李永和，數敗之，李永和逃入犍為，負嵎死抗。後派譚仁曲持書詐降，期會於豬市坡，李永和與其黨羽以數十騎來會，清軍伏兵分路攻擊，焚其巢。李永和等人驚恐逃跑，清軍追擒，招降其群眾有五千人。同年，李永和被捕殺。